# مدرسة دسمان ثنائية اللغة
مدرسة دسمان ثنائية اللغة (كانت تعرف باسم مدرسة دسمان النموذجية سابقاً) هي مدرسة دولية خاصة تقع في دسمان، الكويت. تأسست المدرسة في عام 1996. تدرس جميع الفئات العمرية من الإبتدائية إلى الثانوية. المنهج التعليمي للمدرسة يقوم على كل من المنهج الأمريكي وكذلك المنهج الموضوع من قبل وزارة التربية والتعليم الكويتية، بالإضافة إلى المواد الأساسية، تقدم المدرسة أيضاً دروساً متخصصة في كل من الموسيقى والكمبيوتر والسباحة والتربية البدنية. كذلك لدى المدرسة قسم خاص بذوي الاحتياجات الخاصة في داخل مبنى المدرسة الرئيسي. يعتبر «قسم ذوي الاحتياجات الخاصة» أحد أفضل الأقسام في منطقة الشرق الأوسط. في عام 2014 غيرت المدرسة إسمها إلى «مدرسة دسمان ثنائية اللغة» لتسليط الضوء على منهجها التعليمي.

## الاعتماد الدولي
في عام 2004 تم اعتماد «مدرسة دسمان ثنائية اللغة» من قبل كل من:
- مجلس المدارس الدولية (CIS)
- جمعية نيو إنجلاند للمدارس والكليات (NEASC).
- كبرى هيئات المنح المهنية في المملكة المتحدة: إيديكسل (لندن للامتحانات)
- جائزة برنامج التنمية والاعتماد (ASDAN) [2]

## الإعاقة التي تخدمها المدرسة
- صعوبات التعلم
- صعوبة النطق
- شبه التوحد
- اضطرابات النطق
- الإعاقات السمعية
- متلازمة داون

## الروابط الخارجية
1. ↑  «دسمان النموذجية» احتفلت بخريجيها، الأنباء. نسخة محفوظة 2 يوليو 2017 على موقع واي باك مشين.
2. ↑  درسة دسمان النموذجية مدرسة ثنائية اللغة (نظام أميركي) ومعتمدة من الجهات الدولية التالية، القبس. نسخة محفوظة 22 ديسمبر 2015 على موقع واي باك مشين.